# Helmut Feld
Helmut Feld (* 25. August 1936 in Dillingen/Saar; † 1. Januar 2020 in Mössingen) war ein deutscher Theologe und Kirchenhistoriker.

## Leben
Helmut Feld wurde im Jahr 1936 in Dillingen/Saar geboren, seine Familie stammte aus Nalbach. Nach dem Besuch des Dillinger Gymnasiums machte er 1956 am staatlichen humanistischen Gymnasium in Saarlouis Abitur. 
In den Jahren von 1956 bis 1965 studierte er Philosophie, katholische Theologie, klassische Philologie und Geschichte unter anderem in Trier, an der Gregoriana und am Päpstlichen Bibelinstitut in Rom, wo er bis 1960 im Collegium Germanicum wohnte, und an der Universität Tübingen. In wissenschaftlicher und persönlicher Hinsicht beeinflussten ihn besonders seine römischen Lehrer Wilhelm Klein und Stanislas Lyonnett aus dem Jesuitenorden. Von 1965 bis 1967 war er Stipendiat am Institut für Europäische Geschichte in Mainz unter Joseph Lortz und Peter Manns, wo er sich in die Geschichte des Spätmittelalters und der Reformationszeit einarbeitete. An akademischen Graden erwarb er nacheinander das philologische Lizentiat in Rom, das Staatsexamen in Tübingen, den Dr. phil. für das Fach Mittellateinische Philologie in Saarbrücken und den Dr. theol. in Tübingen.
Von 1967 bis 1972 arbeitete Feld als Verwaltungsassistent an der Universität Tübingen. Im Anschluss daran war er dort bis 1974 Wissenschaftlicher Assistent von Karl Hermann Schelkle, bei dem er in neutestamentlicher Exegese promovierte. 1973 bewarb er sich erfolglos auf eine Professur für Neues Testament an der Universität Tübingen. Im Rahmen eines Forschungsauftrags der Deutschen Forschungsgemeinschaft (DFG) war er von 1974 bis 1978 als Wissenschaftlicher Angestellter an der Universität Würzburg tätig. Von 1978 bis 1981 war Feld geschäftsführender Direktor des Europa-Zentrums Tübingen – Institut und Akademie für Europafragen in Baden-Württemberg. Zeitgleich versah er ab 1975 einen professoralen Lehrauftrag für Historische Theologie an der Universität des Saarlandes und arbeitete zwischen 1982 und 1991 an Forschungsaufträgen der DFG an der Universität Tübingen. 1988 wurde er zum Honorarprofessor der Universität Saarbrücken bestellt, wo er bis 1996 lehrte und zu den prägenden Persönlichkeiten des Instituts für Katholische Theologie gehörte.
Von 1991 bis 2000 arbeitete Feld an Forschungsaufträgen der DFG am Leibniz-Institut für Europäische Geschichte in Mainz. Er war seit 1987 Mitglied der Internationalen Kommission zur Herausgabe der Werke Johannes Calvins, ab 1990 leitete er deren Sektion „Kommentare“. Im Jahr 2001 übernahm Feld die Leitung des Forschungsprojektes „Konrad Summenhart“ am Leibniz-Institut für Europäische Geschichte. Von 2004 bis 2006 leitete er beim selben Institut das Projekt „Forschung zur Religionsgeschichte des Spätmittelalters und der Reformationszeit“.
Helmut Feld gilt als ein bedeutender Fachmann für Franz von Assisi und die Geschichte der franziskanischen Bewegung, der die Franziskus- und Franziskanerforschung in den vergangenen Jahrzehnten durch viele Arbeiten bereichert und mitgestaltet hat. Weitere Forschungsschwerpunkte waren die Reformationsgeschichte und die Beschäftigung mit den Frömmigkeitsvorstellungen, Werken und Biografien mittelalterlicher religiöser Frauen, darunter Jeanne d’Arc oder Jeanne de Jussie, deren Kleine Chronik er 1996 edierte. Vorwiegend aufgrund eigener biografischer Prägung interessierte sich Feld für die Geschichte der Gesellschaft Jesu und das Leben von Ignatius von Loyola.
Feld lebte im baden-württembergischen Mössingen, wo er im Alter von 83 Jahren nach schwerer Krankheit starb.

## Werke (Auswahl)
- Martin Luthers und Wendelin Steinbachs Vorlesungen über den Hebräerbrief. Eine Studie zur Geschichte der neutestamentlichen Exegese und Theologie. Franz Steiner, Wiesbaden 1971
- (als Hrsg. mit Josef Nolte:) Wort Gottes in der Zeit. Festschrift Karl Hermann Schelkle zum 65. Geburtstag dargebracht von Kollegen, Freunden, Schülern. Patmos, Düsseldorf 1973
- Das Verständnis des Abendmahls. WBG, Darmstadt 1976 (= Erträge der Forschung, Band 50)
- Maria. Weltliche Betrachtungen über kirchliche Dogmen. Patmos, Düsseldorf 1977
- Die Anfänge der modernen biblischen Hermeneutik in der spätmittelalterlichen Theologie. Franz Steiner, Wiesbaden 1977
- Der Hebräerbrief. WBG, Darmstadt 1985 (= Erträge der Forschung, Band 228)
- Der Ikonoklasmus des Westens. Brill, Leiden 1990
- Franziskus von Assisi, der „zweite Christus“. Zabern, Mainz 1991
- Mutmassungen zur religiösen Bildaussage in Manierismus und Barock. Tintoretto – El Greco – Bernini. Verlag der Tübinger Gesellschaft, Tübingen 1992
- Die Eingeschlossene von San Damiano. 800 Jahre Klara von Assisi 1193–1993. Verlag der Tübinger Gesellschaft, Tübingen 1993
- Beseelte Natur. Franziskanische Tiererzählungen. Verlag der Tübinger Gesellschaft, Tübingen 1993
- Franziskus von Assisi und seine Bewegung. WBG, Darmstadt 1994 
3., erweiterte und bibliographisch aktualisierte Auflage unter dem Titel: Franziskus von Assisi. Der Namenspatron des Papstes. Mit einem Vorwort von Hubert Wolf. WBG, Darmstadt 2014
- Frauen des Mittelalters. Böhlau, Köln 2000
- Franziskus von Assisi. Beck, München 2001 (Band aus der Reihe C.H.Beck Wissen, 4. Auflage 2017)
- Ignatius von Loyola. Gründer des Jesuitenordens. Böhlau, Köln 2006
- Franziskaner. Eugen Ulmer, Stuttgart 2008
- Das Ende des Seelenglaubens. Vom antiken Orient bis zur Spätmoderne. Lit, Berlin 2013
- Jeanne d’Arc. Geschichtliche und virtuelle Existenz des Mädchens von Orléans. Lit, Münster 2016 (Rezension von Gerd Krumeich)
- Essays zur europäischen Religions- und Kulturgeschichte. Kritische Blicke auf Personen und Epochen, Lit, Berlin/Münster 2017 (gesammelte Studien aus vier Jahrzehnten)
- Helmut Feld schrieb zahlreiche Artikel für das Biographisch-Bibliographische Kirchenlexikon (BBKL).